# كارل وولف (ضابط)
كارل وولف (بالألمانية: Karl Wolff )‏ (و. 1900 – 1984 م) هو سياسي، وضابط ألماني، ولد في دارمشتات، كان عضوًا في الحزب النازي، ويحمل رتبة عسكرية فريق أول، وأوبر غروبن فوهرر، توفي في روزنهايم، عن عمر يناهز 84 عاماً.

## مناصب
تولى منصب عضو مجلس النواب الألماني من ألمانيا النازية.

## الخدمة العسكرية
خدم في فافن إس إس.

## جوائز
حصل على جوائز منها:
- وسام الاستحقاق البافاري
- ميدالية أنشلوس
- ميدالية سودينلاند
- Memel Medal [الإنجليزية]‏
- وسام القديس سابا الصربي [الإنجليزية]‏
- وسام الخدمة الطويلة للحزب الاشتراكي الوطني الألماني
- صليب الاستحقاق الحربي
- صليب الشرف في الحرب العالمية الأولي 1914/1918
- شارة الحزب الذهبية
- خاتم شرف إس إس.

## وصلات خارجية
- كارل وولف على موقع IMDb (الإنجليزية)
- كارل وولف على موقع مونزينجر (الألمانية)
- كارل وولف في قاعدة بيانات الأفلام على الإنترنت